# Matalanjärvi (sjö i Suomussalmi, Kajanaland, Finland)
Matalanjärvi eller Matalajärvi är en sjö i Finland. Den ligger i kommunen Suomussalmi i landskapet Kajanaland, i den nordöstra delen av landet, 600 km norr om huvudstaden Helsingfors. Matalanjärvi ligger 257,8 meter över havet. Den är 6 meter djup. Arean är 60 hektar och strandlinjen är 4,32 kilometer lång. Sjön  ingår i Uleälvens huvudavrinningsområde. 